# Nopeming Sanatorium

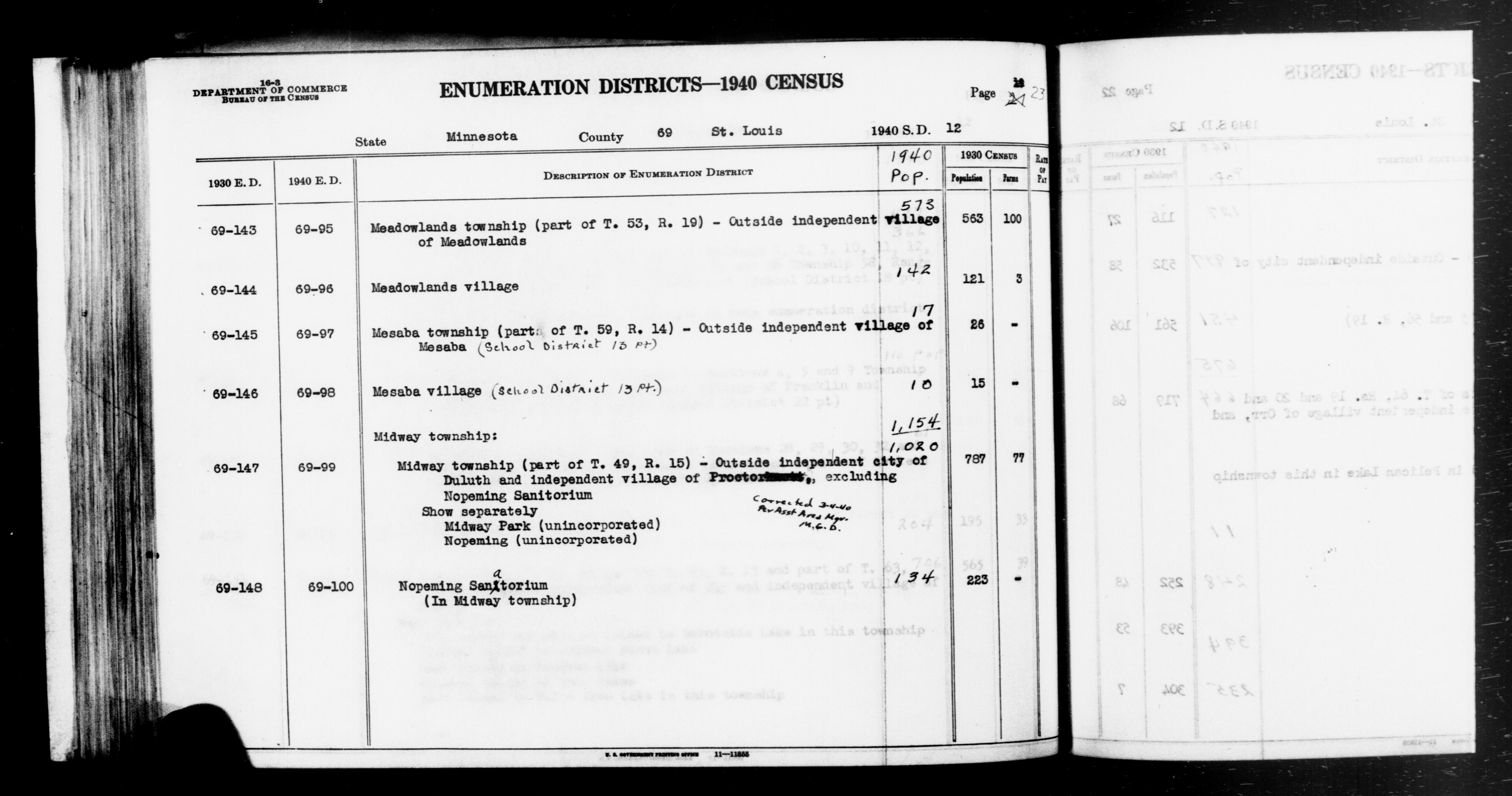
Nopeming Sanatorium vernoemd in 1940 Census Enumeration District Descriptions van het Department of Commerce

Nopeming Sanatorium is een Amerikaans voormalig sanatorium in Duluth in de staat Minnesota. Het sanatorium werd in 1912 gesticht en was bestemd voor tuberculosepatiënten. In 1918 woedde een grote bosbrand in het gebied maar het complex kon gered worden. In 2002 werd het sanatorium gesloten.
In 2009 werd het complex overgenomen door Orison. Sindsdien vindt er onderhoud plaats en worden rondleidingen verzorgd. Oud-medewerkers en bezoekers verhalen van geesten die in het sanatorium rondwaren. De rondleidingen richten zich op het paranormale. Het sanatorium was onderwerp van een aflevering van het televisieprogramma Ghost Adventures.